# 가와카미 겐신
가와카미 겐신(일본어: 川上 憲伸, かわかみ けんしん, 1975년 6월 22일~)은 일본의 은퇴한 야구 선수이다.

## 인물

### 프로 입단 전
도쿠시마현 도쿠시마시 출신으로 도쿠시마 현립 도쿠시마 상업고등학교 시절인 제75회 전국 고등학교 야구 선수권 대회의 4번·에이스로서 출전해 팀은 준준결승에 진출했다. 그 후 메이지 대학 상학부에 진학했다.
대학 시절 에이스 투수로서 4학년 때는 팀내 주장으로서 맹활약을 하는 등 대학 3학년 때인(1996년) 도쿄 지역 6개 대학 야구팀으로 구성된 도쿄 6대학 야구 추계 리그 우승(전승 우승)에 공헌했다. 게이오기주쿠 대학의 다카하시 요시노부와는 동기이자 라이벌로서 승부를 펼치기도 했다. 리그 통산 57경기에 등판해 28승 15패, 평균자책점 2.14, 311탈삼진을 기록했고 베스트 나인에 세 차례나 선정되었다.
1997년의 프로 야구 드래프트 회의를 앞두고 주니치 드래건스를 역지명하겠다는 입장을 밝혀 드래프트 회의에서는 주니치가 1순위로 지명하여 교섭권을 획득, 계약금 1억 엔과 성과급 지급 5000만 엔, 연봉 1300만 엔(금액은 추정)으로 계약을 맺었다.

### 주니치 드래건스 시절

#### 1998년 ~ 1999년
입단 첫 해인 1998년 시즌에는 14승 6패의 성적을 기록하여 신인왕을 석권, 다음해인 1999년에는 프로 데뷔 2년 만에 처음으로 개막전 투수를 맡는다. 시즌 성적이야말로 8승 9패 1세이브를 기록하여 침체를 겪었지만 팀은 리그 우승을 제패한 후 일본 시리즈에서는 팀에 유일한 승점을 올렸다는 평가를 받아 감투상을 수상했다.

#### 2000년 ~ 2002년
그러나 2000년 시즌에는 급성감음성 난청 등에 의해 2승 3패라는 저조한 성적으로 시즌을 마감했다. 게다가 2001년에는 프로 데뷔 후 처음으로 두 자릿수 패전 기록(10패)을 세워 불안한 시즌을 보내기도 했다. 이듬해 2002년은 개막전 투수로 등판할 예정이었지만 발의 심조에 의해 등판하지 못하고 대신에 2군에서의 시즌을 시작하여 개막전 투수가 되었지만 상대 타자에게 홈런을 허용하는 등 불안한 하루를 보냈다. 그러나 1군에 복귀하고 나서는 원래의 상태를 되찾아 구와타 마스미와의 최고 평균자책점 타이틀을 놓고 경쟁을 펼친다.
8월 1일에는 그 해에 일본 시리즈 우승을 차지한 요미우리 자이언츠와의 상대로 프로 야구 역사상 70번째이자 81번째의 노히트 노런을 달성, 요미우리전에서의 연패를 ‘9’로 멈추었다. 이 시즌을 마지막으로 뉴욕 양키스에 이적한 마쓰이 히데키에게서 3개의 삼진을 빼앗기기도 했고, 이 날은 같이 배터리를 짠 다니시게 모토노부의 1,500경기 출장을 달성한 날이기도 했다. 이 활약과는 당시에 팀내 에이스로 불리고 있던 노구치 시게키의 부상에 의해 주니치의 에이스로 군림하게 되었다.

#### 2003년 ~ 2004년
2003년은 쾌조의 시작을 보였지만 5월에 오른쪽 견관절입술 손상이라는 부상에 의해 전력이 이탈 당해 주니치 신문상에서는 한결같이 일할 수 없는 투수를 에이스라고 부르는 것의 옳고 그름을 묻는 논쟁이 일어나기도 했다. 그러나 이듬해 2004년에는 최우수 선수(센트럴 리그), 최고의 투수에게 주어지는 사와무라 에이지상 등 9개의 타이틀을 연거푸 석권하여 팀의 리그 우승에 공헌했다.

#### 2005년
5월 20일의 지바 롯데 마린스전(교류전)에서 8회 도중까지 퍼펙트 게임과 같은 페이스로 호투를 보여주었지만 이승엽과 상대할 때 카운트가 풀 카운트가 되어 볼넷으로 걷게 하고 노히트 노런을 노리는 것도 생각을 했지만 이미 가와카미는 노히트 노런을 달성하고 있었기 때문에 퍼펙트 게임의 목적으로 전환해 스트라이크 승부를 선택하여 홈런을 맞았다. 구단의 첫 퍼펙트 게임 달성은 놓쳤지만 결국 안타는 이것 1개 만의 사사구 없이 완투 승리를 거뒀고, 동시에 선발 멤버 전원으로부터 탈삼진을 기록할 정도의 보기 드문 기록을 달성했다.

#### 2006년
6월 6일 지바 롯데전에서 7회 2사까지는 퍼펙트 게임(2사로부터 후쿠우라 가즈야에 볼넷), 9회 무사까지 노히트 노런의 페이스를 끌어 올렸지만 이후 대타인 사부로에게 우익수 앞에 안타를 허용하여 자신의 두 번째의 대기록을 놓쳤지만 결국은 9회 1안타 2볼넷을 기록하여 완봉 승리를 거두었다. 8월 3일에 프로 야구 사상 120번째가 되는 통산 1000탈삼진을 기록했다.
10월 21일의 일본 시리즈 1차전에서 8회 2실점을 기록하여 승리 투수가 되어 나고야 돔에서 선발 투수로서는 첫 승리 투수가 되었다. 그러나 5차전에서는 닛폰햄 타선의 기세를 막아내지 못하고 패전 투수가 되는 등 이 패전에 의해 팀은 또 다시 일본 시리즈 우승 달성에 실패했다. 그러나 팀에서 유일한 승점을 올렸다는 공로를 인정받아 자신의 두 번째인 감투 선수상을 수상했다.

#### 2007년
8월 3일, 프로 야구 사상 124번째(구단으로서는 사상 9번째)인 통산 100승에 도달했다. 이것은 212경기에서 달성한 스기시타 시게루와 221경기에서의 달성은 핫토리 쓰구히로에 뒤를 이은 구단 사상 3번째이자 228경기에서의 최고 속도 기록이었다. 또 4년 연속 두 자릿수 승리를 달성하는 것도 2월의 전지 훈련 중에 허리를 다친 영향으로 지구력이 부족해 정상 상태와는 가지 않은 시즌이었다.
이후 10월 13일의 클라이맥스 시리즈 제1 스테이지에서는 한신 타이거스와 상대하면서 5회까지 퍼펙트 피칭을 보여 그 결과 7회 9탈삼진, 피안타 2개, 무사사구, 무실점의 호투로 센트럴 리그 클라이맥스 시리즈 첫 승리 투수가 되었다. 또 10월 19일의 제2 스테이지인 요미우리 자이언츠와의 2차전에서도 호투를 보여 4회초에서 자신은 타석에서의 번트 자세를 취하며 그것을 경계해 전진 수비를 깐 3루수였던 오가사와라 미치히로의 사이를 가르는 히트앤드런을 성공시키는 등 타격에서도 팀 승리에 큰 기여했다.
10월 27일의 일본 시리즈 1차전(대 닛폰햄)에서는 선발 투수로서 등판, 8이닝 동안 피안타 2개로 완투를 하였지만 첫회 페르난도 세기뇰에게 허용한 3점 홈런의 영향을 주면서 닛폰햄 선발 투수 다르빗슈 유를 상대한 주니치 타선이 1점으로 막아낼 수 있어 주니치는 53년 만에 일본 시리즈 우승을 제패했다.

#### 2008년
그 해에는 개막전 투수를 맡았지만 기대 이하의 성적 부진으로 컨디션이 나빠지는 등 한 때 선발에서 제외되기도 했고 부상 이외의 처음으로 중간 계투로서의 경험을 하게 되었다. 그 이후에는 원래의 상태로 되돌아와 6월의 월간 최우수 선수(월간 MVP)로 선정되었다. 이후 베이징 올림픽의 일본 대표팀 선수로 발탁되어 올림픽 기간 중 중간 계투로서 분전했지만 3위 결정전에서는 패전 투수가 되었다. 귀국 후에는 구단으로부터 2군으로 강등당하는 통보를 받았다. 그 후 1군에 복귀하면서 규정 투구 횟수에는 도달하지 않았고 ‘숨은 1위’였던 평균자책점의 타이틀을 놓쳤다. 11월 15일에 FA권을 행사한다는 것을 공식 발표하면서 11월 19일에 FA로 공시되었다.

### 애틀랜타 브레이브스 시절

#### 2009년
1월 13일에 애틀랜타 브레이브스와 정식으로 계약한 후 입단 발표를 했다. 브레이브스에 있어서는 첫 일본인 선수이며 등번호도 주니치 시절과 마찬가지로 ‘11’번으로 결정했다. 4월 12일의 워싱턴 내셔널스전에 메이저 리그 첫 출전함과 동시에 처음으로 선발 투수로 등판, 6이닝 동안 4개의 피안타와 3실점, 8개의 탈삼진을 기록하여 승리 투수가 되었다.
초반에는 부진을 면치 못하는 일들이 많아 4월 말 시점에서 평균자책점 7.06의 좋지 않은 성적을 남겼지만 그 후 컨디션을 끌어 올리는 등 평균자책점 3.34로 안정된 피칭을 보여주었다. 에이스 투수인 팀 허드슨이 부상에서 복귀하여 시즌 후반기에는 중간 계투로 등판했다. 선발로 등판할 시의 평균자책점이 3.97에 대해서 2.63의 평균자책점을 기록하여 호투했다.

#### 2010년
스프링 트레이닝에서는 구단 측이 오른쪽 어깨의 부담을 줄이기 위한 새로운 유니폼 개발에 착수했고 개막 직후부터 선발 로테이션에 들어가는 것도 구단 역사상 최악의 성적이 되는 9연패의 성적을 기록했다. 탈삼진률이나 여사구율은 전년도와 변함없는 수치를 남겨 9연패 중에서도 6차례의 퀄리티 스타트를 기록하는 투구를 하고 있었지만 작년과 같이 승리를 올리지 못했고 첫 승리는 6월 26일까지 늦어졌다. 그 후에는 중간 계투로 배치되어 8월에는 마이너 리그에 내려갔다. 포스트 시즌에도 엔트리에서 제외되는 등 후회가 남는 시즌이 되었고 결국 11월 13일에는 40명 범위로부터 벗어나 브레이브스 산하의 더블A 팀인 미시시피에 격하되었다.

#### 2011년
스프링 트레이닝에 초대 선수로서 참가했고 스프링 트레이닝 도중 동일본 대지진이 일어났다는 소식을 전해들으면서 이재민에게 5만 달러의 성금을 기부했다. 연습 전에 가진 미팅에서는 팀 동료들에게도 지원 활동에의 협조해 달라는 요청하는 등 지원 활동에 임했다.
2경기에서의 선발을 포함한 5경기에 등판해 평균자책점 3.75, WHIP 1.25의 성적을 남겼지만 선발로 등판할 시에는 합계 7이닝 던져 8안타 6실점으로 기록하는 등 마이너 리그에서의 시즌 개막을 맞이했다. 마이너 리그에서는 4월 17일에 선발로 등판하면서 첫 승리를 거두었지만 다음날에 갑작스런 오른쪽 어깨 통증을 호소하면서 부상자 명단에 오르기도 했다. 6월 12일이 되면서 다시 복귀했지만, 7월 12일에 오른쪽 어깨 통증이 재발하면서 다시 부상자 명단에 들어갔고 8월 중순에 복귀하였다. 복귀한 이후에는 6경기에 등판하면서 평균자책점 16.07, WHIP 2.67이라는 저조한 성적을 남겼다. 오른쪽 어깨 통증에 대해서는 오프에 수술을 받겠다는 의사를 밝혔다.

### 주니치로 복귀
2012년 1월 28일에 주니치에 복귀. 등번호 "11"을 다시 착용하기 시작했다. 이에 따라 2010년부터 "11"를 붙이고 있던 오카다 토시야는 등번호를 "21"로 설정했다.
2012년에는 히로시마와의 개막 2차전 (3월 31일)에 선발 투수로 NPB 복귀 후 첫 공식 경기 등판. 6회 무실점으로 NPB 복귀 후 첫 승을 올렸다. 그러나 그 직후 부상으로 빗나가고 때문에 정규 시즌 공식전 7경기 등판에서 3승 1패 평균 자책점 2.83의 성적에 그쳤다. 팀이 정규 시즌 2위를 맞이한 포스트 시즌에서는 요미우리 자이언츠의 클라이맥스 시리즈 파이널 스테이지 4차전에 선발했다. 팀의 일본 시리즈 진출에 진출이 걸린 경기에 등판했지만 4회 2실점으로 패전. 팀도 내리 3연패함으로써 일본 시리즈 진출에 실패했다.
2013년에는 오른쪽 어깨 통증으로 부진했기 때문에 1군 공식 경기 첫 등판은 8월 22일의 히로시마 전까지 미뤄졌다. 이 경기에서 승리 투수가 됐지만 이후 등판에서 승수를 거듭하고, 9월 25일에 출전 선수 등록을 말소. 10월 3일에는 구단에서 전력 외 통보하는 동시에 은퇴 회견 개최와 코치로 취임을 타진하였다. 그러나 11월 19일에는 다시 2년 계약을 맺었다. 구단이 이렇게 방침을 바꾼 배경에는 과거 1군 감독을 맡은 오치아이 히로미쓰와 시즌 종료 후 포수 겸임으로 1군 감독으로 취임한 타니시게 모토노부의 영향이 있었다고 보고된다.
2014년에는 5월 7일의 요미우리 자이언츠전 (도쿄돔)에서도 선발 예정이 있었지만, 등판 전에 허리 통증을 호소해 등판을 미루었기 때문에 다음날 8일에 출전 선수 등록을 말소. 1군 공식 경기에서 6경기에 등판에서 1승 2패 평균 자책점 4.78로 부진. 2군 웨스턴 리그 공식전에서도 10경기 등판 0승 5패 평균 자책점 10.88이라는 성적에 그쳤다. 그럼에도 불구하고 구단은 시즌 막판에 계약을 갱신할 방침을 결정했다. 시즌 종료 후 11월 5일에 계약을 갱신했다.
2015년에는 오른쪽 어깨 부상 여파로 1·2 군 모두 실전 등판 기회가 없었다. 9월 말에 재건 수술을 받았다. 세대 교체를 추진하는 팀의 전력 구상에서 벗어난 것을 배경으로 10월 20일 주니치에서의 은퇴를 선언했다. 또한 근무하는 동안 지속적으로 착용해온 등번호 "11"은 드래프트 1순위 지명으로 입단한 왼손 투수 오가사와라 신노스케에게 인계되었다.

## 상세 정보

### 출신 학교
- 도쿠시마 현립 도쿠시마 상업고등학교
- 메이지 대학 상학부

### 선수 경력
NPB
- 주니치 드래건스(1998년 ~ 2008년, 2012년 ~ 2015년)

MLB
- 애틀랜타 브레이브스(2009년 ~ 2010년)

국가 대표 경력
- 베이징 올림픽 일본 국가대표팀(2008년)

### 수상·타이틀 경력

#### 타이틀
- 다승왕 : 2회(2004년, 2006년)
- 최다 탈삼진 : 1회(2006년)
- 최고 승률(당시는 타이틀이 아님) : 1회(2006년) ※센트럴 리그에서는 1972년까지 타이틀로 제정됨.

#### 수상
- 신인왕(1998년)
- MVP : 1회(2004년)
- 최우수 배터리상 : 2회(2004년, 2006년)[2]
- 사와무라 에이지상 : 1회(2004년)
- 최우수 투수 : 2회(2004년, 2006년)
- 베스트 나인 : 2회(2004년, 2006년)
- 골든 글러브상 : 3회(2004년, 2006년, 2007년)
- 최우수 JCB·MEP상 : 1회(2004년)
- 우수 JCB·MEP상 : 1회(2002년)
- 월간 MVP : 8회(1998년 7월, 2002년 8월, 2003년 4월, 2004년 5월·8월, 2005년 7월, 2006년 5월, 2008년 6월) ※센트럴 리그 사상 최다 기록.
- JA 전농 Go·Go상 : 1회(최다 탈삼진상 : 2008년 5월)
- 일본 시리즈 감투상 : 2회(1999년, 2006년)
- 올스타전 MVP : 1회(1998년 제1차전)

### 개인 기록

#### 투수 기록
- 첫 등판·첫 선발·첫 승리 : 1998년 4월 9일, 대 한신 타이거스 3차전(나고야 돔), 7이닝 1실점
- 첫 탈삼진 : 상동, 3회초에 야부 게이이치로부터
- 첫 완투 승리·첫 완봉 승리 : 1998년 7월 4일, 대 요미우리 자이언츠 15차전(나고야 돔)
- 첫 세이브 : 1999년 6월 3일, 대 요미우리 자이언츠 8차전(나고야 돔), 6회초에 2번째 투수로서 구원 등판·마무리, 4이닝 무실점
- 첫 홀드 : 2008년 10월 12일, 대 한신 타이거스 24차전(스카이마크 스타디움), 3회말에 2번째 투수로서 구원 등판, 2이닝 무실점

#### 타격 기록
- 첫 타석·첫 타점 : 1998년 4월 9일, 대 한신 타이거스 3차전(나고야 돔), 2회말에 야부 게이이치로부터 투수 앞 스퀴즈
- 첫 안타 : 1998년 4월 16일, 대 요미우리 자이언츠 3차전(도쿄 돔), 5회초에 미사와 고이치로부터 좌중간 2루타
- 첫 홈런 : 1998년 7월 11일, 대 요코하마 베이스타스 11차전(구시로 시민 구장), 3회초에 가와무라 다케오로부터 좌월 동점 2점 홈런

#### 기록 달성 경력
- 통산 1000투구 이닝 : 2005년 5월 13일, 대 후쿠오카 소프트뱅크 호크스 1차전(나고야 돔), 1회초 3아웃에 훌리오 술레타를 중견수 플라이로 달성 ※역대 301번째
- 통산 1000탈삼진 : 2006년 8월 3일, 대 요코하마 베이스타스 10차전(요코하마 스타디움), 4회말에 후루키 가쓰아키로부터 ※역대 120번째
- 통산 100승 : 2007년 8월 3일, 대 요코하마 베이스타스 13차전(요코하마 스타디움), 선발 등판으로 7이닝 2실점 ※역대 124번째
- 통산 1500투구 이닝 : 2007년 9월 6일, 대 요미우리 자이언츠 21차전(나고야 돔), 8회초 3아웃에 이승엽을 우익수 플라이로 달성 ※역대 160번째

#### 기타
- 올스타전 출장 : 6회(1998년, 2002년, 2004년 ~ 2006년, 2008년)
- 노히트 노런 : 1회(2002년 8월 1일, 대 요미우리 자이언츠 20차전, 도쿄 돔) ※역대 70번째

### 등번호
- 11(1998년 ~ 2015년)

### 연도별 투수 성적
| 연 도      | 소 속      | 등 판 | 선 발 | 완 투 | 완 봉 | 무 4 구 | 승 리 | 패 전 | 세 이 브 | 홀 드 | 승 률 | 타 자 | 이 닝  | 피 안 타 | 피 홈 런 | 볼 넷 | 고 4 | 몸 맞 | 탈 삼 진 | 폭 투 | 보 크 | 실 점 | 자 책 점 | 평 자 책 | W H I P |
| ---------- | ---------- | ----- | ----- | ----- | ----- | ------- | ----- | ----- | -------- | ----- | ----- | ----- | ------ | -------- | -------- | ----- | ---- | ----- | -------- | ----- | ----- | ----- | -------- | -------- | ------- |
| 1998년     | 주니치     | 26    | 25    | 4     | 3     | 2       | 14    | 6     | 0        | --    | .700  | 649   | 161.1  | 123      | 14       | 51    | 1    | 2     | 124      | 4     | 0     | 48    | 46       | 2.57     | 1.08    |
| 1999년     | 주니치     | 29    | 25    | 3     | 1     | 1       | 8     | 9     | 1        | --    | .471  | 695   | 162.0  | 173      | 20       | 43    | 0    | 2     | 102      | 3     | 0     | 84    | 80       | 4.44     | 1.33    |
| 2000년     | 주니치     | 14    | 10    | 0     | 0     | 0       | 2     | 3     | 0        | --    | .400  | 260   | 60.1   | 65       | 10       | 20    | 3    | 1     | 24       | 1     | 0     | 32    | 32       | 4.77     | 1.41    |
| 2001년     | 주니치     | 26    | 25    | 3     | 1     | 1       | 6     | 10    | 0        | --    | .375  | 608   | 145.0  | 153      | 12       | 36    | 1    | 4     | 127      | 4     | 0     | 61    | 60       | 3.72     | 1.30    |
| 2002년     | 주니치     | 27    | 27    | 3     | 3     | 1       | 12    | 6     | 0        | --    | .667  | 760   | 187.2  | 170      | 13       | 34    | 4    | 8     | 149      | 0     | 0     | 54    | 49       | 2.35     | 1.09    |
| 2003년     | 주니치     | 8     | 8     | 1     | 0     | 0       | 4     | 3     | 0        | --    | .571  | 234   | 53.2   | 60       | 2        | 14    | 0    | 1     | 37       | 3     | 0     | 22    | 18       | 3.02     | 1.38    |
| 2004년     | 주니치     | 27    | 27    | 5     | 2     | 1       | 17    | 7     | 0        | --    | .708  | 774   | 192.1  | 173      | 27       | 38    | 2    | 4     | 176      | 2     | 0     | 72    | 71       | 3.32     | 1.10    |
| 2005년     | 주니치     | 25    | 25    | 3     | 2     | 2       | 11    | 8     | 0        | 0     | .579  | 738   | 180.1  | 186      | 20       | 28    | 4    | 4     | 138      | 1     | 0     | 75    | 75       | 3.74     | 1.19    |
| 2006년     | 주니치     | 29    | 28    | 6     | 3     | 2       | 17    | 7     | 0        | 0     | .708  | 841   | 215.0  | 166      | 22       | 39    | 1    | 5     | 194      | 3     | 0     | 74    | 60       | 2.51     | 0.95    |
| 2007년     | 주니치     | 26    | 26    | 0     | 0     | 0       | 12    | 8     | 0        | 0     | .600  | 696   | 167.1  | 175      | 18       | 23    | 2    | 6     | 145      | 1     | 0     | 72    | 66       | 3.55     | 1.18    |
| 2008년     | 주니치     | 20    | 16    | 1     | 0     | 0       | 9     | 5     | 0        | 1     | .643  | 473   | 117.1  | 99       | 11       | 25    | 3    | 5     | 112      | 1     | 0     | 33    | 30       | 2.30     | 1.06    |
| 2009년     | ATL        | 32    | 25    | 0     | 0     | 0       | 7     | 12    | 1        | 0     | .368  | 669   | 156.1  | 153      | 15       | 57    | 6    | 6     | 105      | 8     | 1     | 73    | 67       | 3.86     | 1.34    |
| 2010년     | ATL        | 18    | 16    | 0     | 0     | 0       | 1     | 10    | 0        | 0     | .091  | 391   | 87.1   | 98       | 10       | 32    | 10   | 1     | 59       | 4     | 0     | 57    | 50       | 5.15     | 1.49    |
| 2012년     | 주니치     | 7     | 6     | 0     | 0     | 0       | 3     | 1     | 0        | 0     | .750  | 121   | 28.2   | 25       | 3        | 10    | 0    | 2     | 17       | 0     | 0     | 10    | 9        | 2.83     | 1.22    |
| 2013년     | 주니치     | 5     | 5     | 0     | 0     | 0       | 1     | 1     | 0        | 0     | .500  | 119   | 28.0   | 26       | 3        | 13    | 1    | 0     | 12       | 4     | 0     | 11    | 10       | 3.21     | 1.39    |
| NPB : 13년 | NPB : 13년 | 269   | 253   | 29    | 15    | 10      | 116   | 74    | 1        | 1     | .600  | 6968  | 1699.0 | 1594     | 175      | 374   | 22   | 44    | 1357     | 27    | 0     | 648   | 606      | 3.21     | 1.16    |
| MLB : 2년  | MLB : 2년  | 50    | 41    | 0     | 0     | 0       | 8     | 22    | 1        | 0     | .267  | 1060  | 243.2  | 251      | 25       | 89    | 16   | 7     | 164      | 12    | 1     | 130   | 117      | 4.32     | 1.40    |

- 2013년 기준, 굵은 글씨는 시즌 최고 성적.